# Tumuli van het Bos van de Tombes (Borgworm)
De Tumuli van het Bos van de Tombes zijn twee Gallo-Romeinse grafheuvels bij Borgworm in de Belgische provincie Luik. De heuvels liggen in het Bois des Tombes ten zuidwesten van Borgworm, dit is een klein bos waarin de beide tumuli in verscholen liggen. Dit bos ligt naast de oude Romeinse weg waar thans de N69 gelegen is en lokaal de namen Chaussée du Bois des Tombes en Chaussée Romaine draagt.

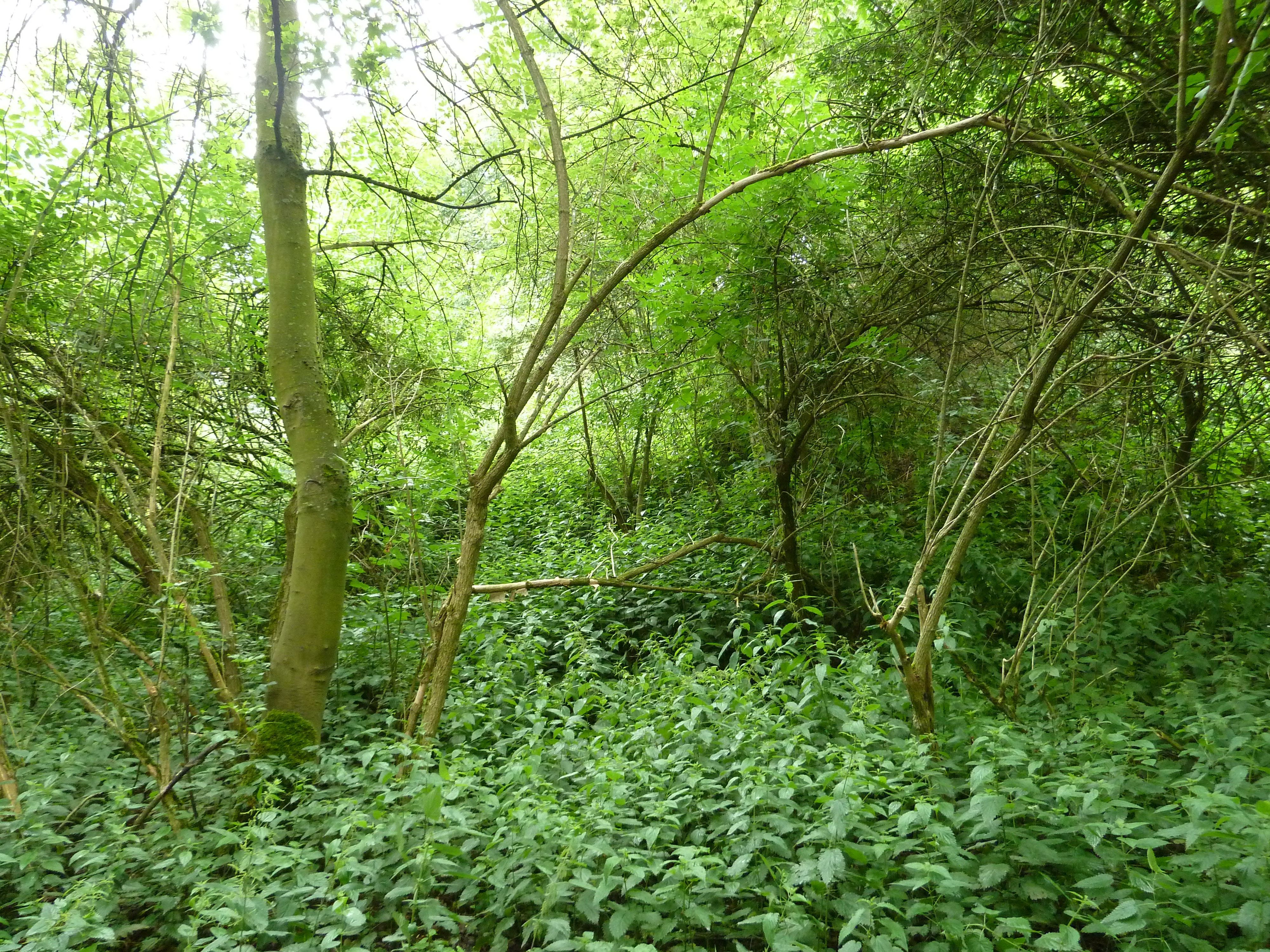
De zuidwestelijke tumulus
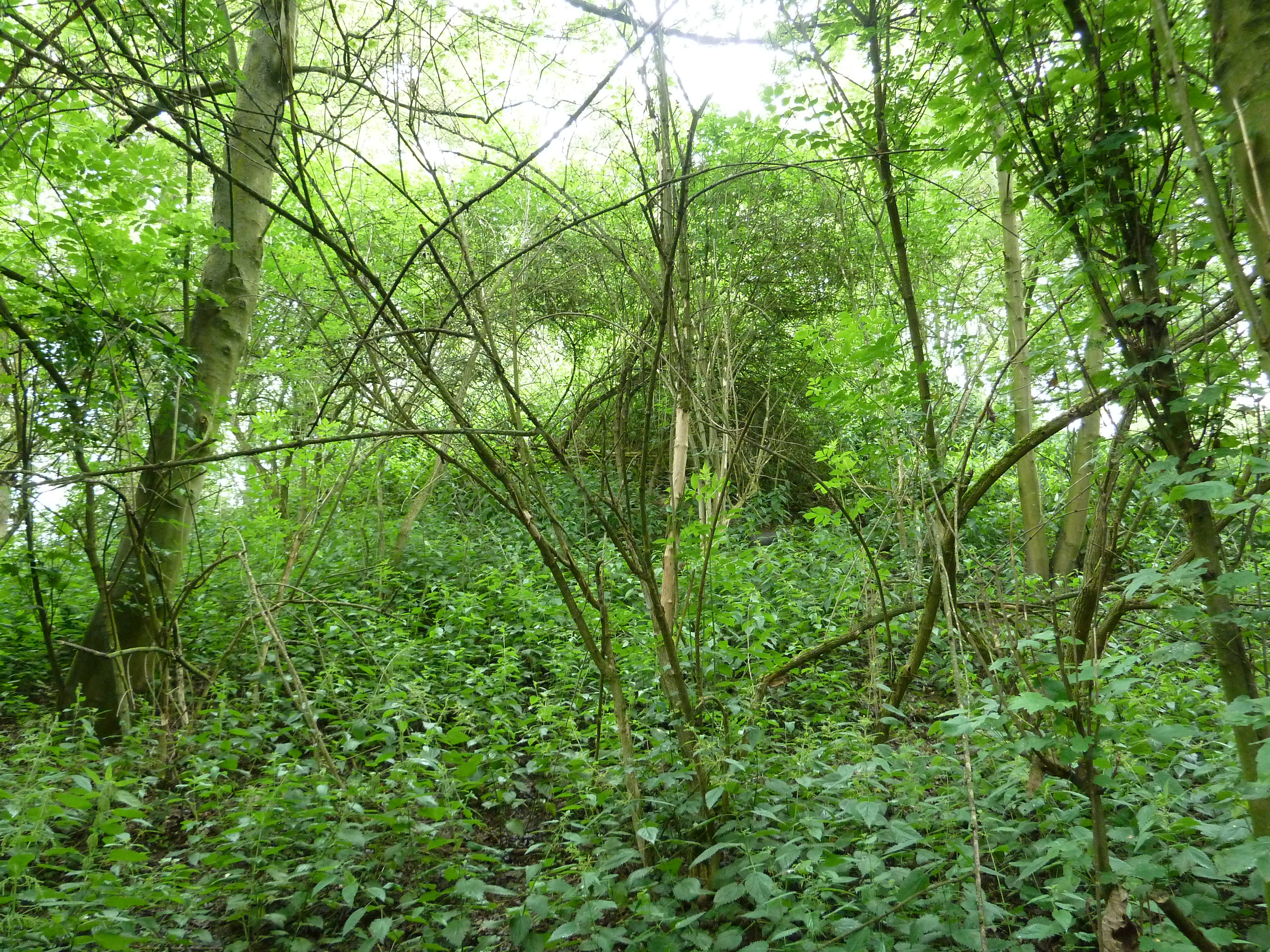
De noordoostelijke tumulus